# Blarina brevicauda
Blarina brevicauda es una especie de mamífero de la familia Soricidae que se encuentra en la región nororiental de América del Norte.
Es un insectívoro semifosorial, muy activo y voraz, y se encuentra presente en una variedad de hábitats tales como bosques de hojas anchas y pinos entre arbustos y setos, así como riberas de ríos cubiertas de hierba. Es notable por ser uno de los pocos mamíferos venenosos . El epíteto específico, brevicauda, es una combinación del latín brevis y cauda, que significa «cola corta».

## Taxonomía
B. brevicauda es un soricino o musaraña de dientes rojos, una de tres o cuatro especies (dependiendo de la autoridad) en el género Blarina. Se le consideraba previamente una subespecie hermana de la musaraña austral de cola corta (B. carolinensis). La especie ha sido dividida en 11 subespecies con base en características morfológicas, que se agrupan en dos semiespecies: B. b. brevicauda y B. b. talpoides; tales categorizaciones fueron respaldadas en un estudio de sistemática molecular sobre la secuencia del citocromo b mitocondrial. Se cree que los dos grupos de subespecies se mantuvieron aislados entre ellos por glaciares del Pleistoceno.

## Descripción física
Esta musaraña tiene una longitud total de 108 a 140 mm, de los cuales 18 a 32 mm son parte de la cola, y pesa entre 15 y 30 g. La especie exhibe un leve dimorfismo sexual en tamaño, siendo los machos un poco más grandes que las hembras. El pelaje dorsal es grueso y aterciopelado, y puede ser negro, negro pardusco o gris plateado, siendo el pelaje ventral un poco más claro y grisáceo. La musaraña muda de un pelaje de verano que es más corto y pálido que el pelaje de invierno en octubre y noviembre, y que recupera de nuevo entre febrero y julio. Su cola es bastante corta, representando menos del 25% de la longitud total. La fórmula dental es I 3-3/1-1, C 1-1/1-1, P 3-3/1-1, M 3-3/3-3 = 16/16 = 32.
Están presentes tres glándulas odoríferas bien desarrolladas, una a cada lado del animal y una colocada ventralmente; el olor puede usarse para marcar territorios, si bien se cree que el sentido del olfato de la musaraña es malo.

## Registro fósil
La mayoría de registros fósiles de B. brevicauda provienen del Pleistoceno, aunque un registro del Plioceno tardío (edad de los mamíferos terrestres de Blanquense) se atribuye tentativamente a esta especie. Otra fuente indica que el registro más antiguo del género Blarina es un espécimen de B. b. talpoides, del Blanquense (Pleistoceno temprano) en Kansas. Se cree que la especie surgió a mediados o finales del Plioceno . La subespecie B. b. brevicauda apareció más tarde.

## Distribución

### Rango
Esta musaraña se encuentra a lo largo de todo el centro y oriente de América del Norte, desde el sur de Saskatchewan hasta el Canadá atlántico y desde el sur hasta el norte de los estados de Arkansas y Georgia en los EE. UU. Es probablemente la musaraña más común en la región de los Grandes Lagos. Las densidades poblacionales generalmente oscilan entre cinco y 30 musarañas por hectárea, pero rara vez superan las 200/ha. El área de distribución típica de una musaraña es de 2,5 ha y puede superponerse ligeramente con los rangos de distribución de otras musarañas.
Tanto hábitats perturbados como no perturbados son usados por la musaraña septentrional de cola corta, incluyendo pastizales, campos viejos, cercados, áreas pantanosas, bosques caducifolios y de coníferas y jardines domésticos, si bien sus hábitats preferidos son aquellos que están húmedos con hojarasca o cubierta vegetal espesa. Los bosques incendiados no son recolonizados rápidamente por B. brevicauda, y las musarañas abandonan rápidamente la tala rasa.

## Dieta
Estas musarañas consumen hasta tres veces su peso en comida cada día. Se alimentan de pequeñas cantidades de hongos y semillas subterráneas, aunque en su mayoría son carnívoras. Prefieren insectos, lombrices de tierra campañoles, caracoles y otras musarañas para el grueso de su dieta, aunque también come salamandras y ratones. Estas musarañas consumen vertebrados con más frecuencia que otras musarañas. Las musarañas principalmente forrajean durante las primeras horas tras la puesta del sol, si bien también están activas durante los días nublados. Una alta pérdida de agua por evaporación requiere que las musarañas tengan acceso a fuentes de agua, aunque también obtienen del agua parta de su alimentación. Las musarañas a menudo acumulan comida, especialmente en otoño e invierno, o durante una época de abundancia de presas; un estudio encontró que almacena 87% de las presas que captura, mientras que el 9% de las presas son comidas inmediatamente y el 4% es dejado donde fue muerto.

### Toxina
La saliva de las musarañas septentrionales de cola corta  contiene una proteasa similar a la calicreína, que se usa para paralizar y someter a sus presas. La toxina es lo suficientemente fuerte como para matar animales pequeños, incluyendo algunos un poco más grandes que la musaraña misma, y produce mordeduras dolorosas para los humanos que intentan manipular la musaraña. La saliva venenosa es secretada por glándulas submaxilares, a través de un conducto que se abre en la base de los incisivos inferiores, donde la saliva fluye a lo largo del surco formado por los dos incisivos hasta el interior de la presa. La toxina tiene una estructura muy similar a la producida por el lagarto de chaquira mexicano (Heloderma horridum), que desarrolló independientemente su toxina a partir de la misma proteína precursora.

## Fisiología

### Sensorial
Se cree que su sentido del olfato es malo, y en tanto sus ojos están degenerados se cree que su visión se limita a la detección de luz, pero la musaraña compensa esto usando ecolocalización y un fino sentido del tacto.

### Energética
Su capacidad para consumir casi cualquier cosa que logre atrapar permite a las musarañas septentrionales de cola corta sobrevivir los fríos inviernos de las regiones templadas. La zona termoneutral de esta especie se encuentra entre los 25 °C y los 33 °C, lo que significa que no tienen que gastar energía adicional para mantener su temperatura corporal (que tiene un promedio de 38,0 a 38,5 °C) cuando la temperatura ambiente está dentro de tal rango. El consumo de alimentos es un 43 % más alto en invierno que en verano, en tanto las musarañas deben aumentar su tasa metabólica para mantener su temperatura corporal en condiciones de frío. Temperaturas de 35 °C o más son letales para estas musarañas. Un estudio con musarañas cautivas encontró que, si bien eran principalmente nocturnas, el grado de nocturnidad dependía de la estación; en particular, durante el invierno más frío, las musarañas exhibían más actividad fuera de la madriguera más temprano en la noche, mientras que se mostraban activas más tarde en la noche durante el verano. Este patrón estacional se debe a irradiación solar y a temperaturas diarias cambiantes, y permite que las musarañas minimicen la energía necesaria para la termorregulación. Otras adaptaciones para el invierno incluyen la creación de un nido forrado que ayuda a las musarañas a conservar el calor, almacenar alimentos en caso de escasez de presas, forrajear alimento debajo de la hojarasca o la nieve donde la temperatura es más suave y disminuir los niveles de actividad durante períodos fríos. Junto con estas adaptaciones comportamentales, las musarañas septentrionales de cola corta aumentan su capacidad de generar calor corporal durante el invierno por medio de termogénesis sin estremecimientos en tejido adiposo pardo.

## Comportamiento
Mientras que otras musarañas pasan más tiempo sobre el suelo, las musarañas septentrionales de cola corta prefieren hacer túneles subterráneos, a través de la hojarasca o en la interfaz nieve/suelo. Episodios de actividad frenética, de una duración cercana a los cinco minutos, son seguidos por períodos más largos de descanso, de manera que el tiempo activo total constituye apenas el 16% de un día de 24 horas. Estas musarañas son capaces de cavar a una velocidad de 2,5 cm/min, entre periodos de reposo.

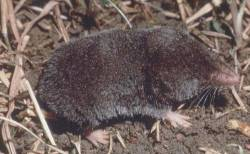
Blarina brevicauda es conocido por su ecolocalización.

Estas musarañas construyen nidos de hasta 20 cm de diámetro bajo tierra o bajo troncos, y los recubren con hojas o con pieles de campañoles de pradera (Microtus pennsylvanicus). Este nido se mantiene limpio y los desechos se depositan fuera del nido en un área de letrinas. Otras partes del sistema de madrigueras son empleadas para el almacenamiento de alimentos. Son típicamente solitarias, las musarañas septentrionales de cola corta emplean varias exhibiciones y vocalizaciones agresivas para alejar a otros miembros de la especie cuando ocurren encuentros. Pares de musarañas que fueron puestas juntas en una jaula coexistieron simultáneamente durante menos de cuatro meses antes de que una matara a la otra, y una nueva musaraña colocada en una jaula que contiene una musaraña ya establecida será atacada y morirá en cuestión de unas pocas horas.

## Reproducción
El apareamiento ocurre entre marzo y septiembre, si bien la mayoría de partos ocurren  temprano o tarde en ese período. Se ha observado que machos en cautiverio emiten chasquidos al cortejar a una hembra. Durante la cópula, el macho y la hembra quedan pegados, y la hembra arrastra al macho con ella. La gestación dura entre 21 y 22 días, y tras el nacimiento, entre seis y ocho crías son amamantadas hasta 25 días antes de ser destetadas. Dos camadas por temporada son lo típico, aunque tres son posibles. Las hembras fortalecen los nidos cuando las crías están siendo amamantandas y son más activas a la hora de satisfacer sus crecientes necesidades nutricionales. Las crías, que nacen sin pelo, ciegas y con un peso inferior a un gramo, pueden alcanzar la madurez sexual en apenas dos o tres meses; las nacidas en primavera maduran más rápidamente que las nacidas al final de la temporada y pueden reproducirse en el mismo año en que nacieron. El pelaje juvenil es pálido y muy similar al pelaje de verano de los adultos, y se muda cuando los jóvenes alcanzan el tamaño adulto.

## Depredación
Las musarañas septentrionales de cola corta tienen una alta tasa de mortalidad, si bien intentan escapar de la depredación permaneciendo escondidas bajo la vegetación, hojarasca, nieve o bajo tierra; solo el 6% de un grupo marcado de estas musarañas en un estudio sobrevivió al año siguiente, y se ha registrado una mortalidad invernal del 90%, probablemente debida al estrés por frío. Estas musarañas son presa de numerosos depredadores: truchas, serpientes, aves rapaces, cánidos, gatos, mustélidos, zorrillos, mapaches y zarigüeyas, aunque mamíferos carnívoros parecen ser alejados por el olor a almizcle producido por las glándulas odoríferas de las musarañas.

## Conservación
Las musarañas septentrionales de cola corta son consideras una especie de menor preocupación en la Lista Roja de la UICN, ya que están muy extendidas, son abundantes y su población no está disminuyendo.

## Relación con los seres humanos
Las musarañas septentrionales de cola corta no pueden serdomesticadas.